# جان گونارسون
 جان گونارسون (انگلیسی: Jan Gunnarsson؛ زاده ۳۰ مهٔ ۱۹۶۲) یک تنیس‌باز اهل سوئد است. 